# E.118
E.118 es un estándar internacional que define la telecomunicación de tarjeta de internacional, para uso en teléfonos públicos, también define el Identificador de Tarjeta de Circuito Integrado (ICCID), el cual es utilizado en las SIM tarjetas, incluyendo tarjetas eSIM. El estándar fue primeramente desarrollado en 1988 en el Sector de Estandarización de la Unión de Telecomunicación Internacional (ITU-T) con varias revisiones habiendo sido publicadas desde entonces.